# Марсуін (газове родовище)
Марсуін — офшорне газове родовище в Атлантичному океані біля узбережжя Мавританії.

## Опис
Відкрите у 2015 році свердловиною Marsouin-1, пробуреною в 60 км на північ від родовища, виявленого незадовго до того на структурі Західне Тортуа. Глибина океану в районі свердловини 2400 метрів. Відкрито 70 метрів газонасичених покладів сеноманського віку, для яких характерні високі характеристики резервуару (пористість 25 %).
Станом на 2017 рік родовище знаходилось на етапі дорозвідки, тому надійна інформація про його запаси з'явиться пізніше. Наразі потенціал сеноманських відкладень оцінюється у 56 млрд.м3 газу, крім того є підстави сподіватись на відкриття вуглеводнів у альбських горизонтах.